# An Ba-ul

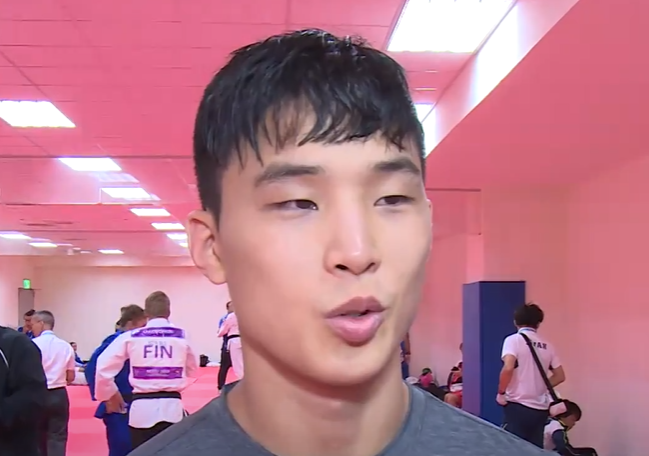
An Ba-ul, 2017

An Ba-ul (* 25. März 1994 in Anyang) ist ein südkoreanischer Judoka. Er war Olympiazweiter 2016, Olympiadritter 2021 und Weltmeister 2015 im Halbleichtgewicht, der Gewichtsklasse bis 66 Kilogramm.

## Sportliche Karriere
Der 1,69 m große An Ba-ul kämpfte als Junior im Ultraleichtgewicht. Er war Zweiter der U20-Weltmeisterschaften 2011 und gewann die U21-Weltmeisterschaften 2013.
Ab 2014 kämpfte An Ba-ul im Halbleichtgewicht. Im Mai 2015 gewann er hinter dem Japaner Tomofumi Takajo die Silbermedaille bei den Asienmeisterschaften. Bei der Universiade in Gwangju, anderthalb Monate nach den Asienmeisterschaften, gewann er das Finale gegen den Franzosen Alexandre Mariac. Ende August 2015 fanden die Weltmeisterschaften in Astana statt. An Ba-ul bezwang im Viertelfinale den Usbeken Rishod Sobirov und im Halbfinale den Israeli Golan Pollack. Mit seinem Finalsieg über den Russen Michail Puljajew war der Südkoreaner Weltmeister. Zwei Monate nach den Weltmeisterschaften gewann er in Abu Dhabi sein erstes Grand-Slam-Turnier.
Bei den Olympischen Spielen 2016 in Rio de Janeiro gewann An Ba-ul im Viertelfinale gegen Rishod Sobirov durch waza-ari. Im Halbfinale bezwang er den Japaner Masashi Ebinuma durch einen Golden-Score nach 49 Sekunden der Verlängerung. Das Finale entschied der Italiener Fabio Basile nach 1:24 Minuten für sich, An Ba-ul erhielt die Silbermedaille.
Im Mai 2017 siegte An Ba-ul bei den Asienmeisterschaften in Hongkong im Finale gegen den Kasachen Yeldos Zhumakanov. Bei der Universiade in Taipeh Mitte August verteidigte An Ba-ul seinen Titel von 2015 erfolgreich. Eine Woche nach der Universiade wurden die Weltmeisterschaften in Budapest ausgetragen. Nach Niederlagen im Viertelfinale gegen den Georgier Wascha Margwelaschwili und in der Hoffnungsrunde gegen den Ukrainer Heorhij Santaraja belegte der Südkoreaner den siebten Platz. Im Februar 2018 siegte An Ba-ul beim Grand-Slam-Turnier von Paris. Ende August gewann er bei den Asienspielen 2018 in Jakarta durch einen Finalsieg über den Japaner Joshiro Maruyama. Einen Monat nach den Asienspielen bezwang er im Viertelfinale der Weltmeisterschaften in Baku den Russen Michail Puljajew. Im Halbfinale unterlag er dem Japaner Hifumi Abe. Durch einen Sieg in der Hoffnungsrunde über den Brasilianer Daniel Cargnin gewann An Ba-ul eine Bronzemedaille.
2020 gewann An Ba-ul das Grand-Slam-Turnier in Paris. Nach der Zwangspause wegen der COVID-19-Pandemie siegte er 2021 beim Grand Slam in Taschkent. Bei den Olympischen Spielen in Tokio verlor er im Halbfinale gegen Wascha Margwelaschwili. Mit einem Sieg gegen den Italiener Manuel Lombardo erkämpfte der Südkoreaner eine Bronzemedaille. Ebenfalls Bronze gewann er 2022 bei den Weltmeisterschaften in Taschkent. Bei den 2023 ausgetragenen Asienspielen 2022 in Hangzhou gewann er die Bronzemedaille. 2024 belegte An Ba-ul den siebten Platz bei den Weltmeisterschaften in Abu Dhabi. Zwei Monate später schied er im Achtelfinale der Olympischen Spiele in Paris gegen den Kasachen Ghusman Qyrghysbajew aus. Im Mixed-Team-Wettbewerb verlor An Ba-ul im Viertelfinale seinen Kampf gegen den Franzosen Joan-Benjamin Gaba. Durch einen Sieg über die Usbeken in der Hoffnungsrunde erreichten die Südkoreaner den Kampf um Bronze gegen die deutsche Mannschaft. Nach den ersten sechs Kämpfen stand es 3:3, als Entscheidungskampf wurde das Duell An Ba-ul gegen Igor Wandtke ausgelost. Während Wandtke im ersten Gefecht gewonnen hatte, siegte nun An Ba-ul und sicherte damit seiner Mannschaft die Bronzemedaille.